# Maryland Township (Illinois)
Die Maryland Township ist eine von 24 Townships im Ogle County im Norden des US-amerikanischen Bundesstaates Illinois.

## Geografie
Die Maryland Township liegt im Norden von Illinois rund 180 km westlich von Chicago. Die Grenze zu Wisconsin liegt rund 35 km nördlich; der Mississippi, der die Grenze zu Iowa bildet, befindet sich rund 55 km westlich.
Die Maryland Township liegt auf 42°09′11″ nördlicher Breite und 89°30′27″ westlicher Länge und erstreckt sich über 93,75 km². 
Die Maryland Township liegt im Nordosten des Ogle County und grenzt im Norden an das Stephenson County. Innerhalb des Ogle County grenzt die Maryland Township im Osten an die Leaf River Township, im Südosten an die Mount Morris Township, im Südwesten an die Lincoln Township und im Westen an die Forreston Township.

## Verkehr
In Ost-West-Richtung führt die Illinois State Route 72 durch den Süden der Maryland Township. Alle weiteren Straßen sind County Highways sowie weiter untergeordnete und zum Teil unbefestigte Fahrwege.
Parallel zur State Route 72 verläuft durch die Leaf River Township eine Eisenbahnlinie der Canadian Pacific Railway, die von Chicago nach Westen führt.
Der nächstgelegene Flugplatz ist der rund 7 km nordnordwestlich der Township gelegene Albertus Airport bei Freeport im benachbarten Stephenson County. Der nächstgelegene größere Flughafen ist der rund 40 km östlich der Township gelegene Chicago Rockford International Airport am südlichen Stadtrand von Rockford.

## Bevölkerung
Bei der Volkszählung im Jahr 2010 hatte die Township 535 Einwohner. Neben Streubesiedlung existiert innerhalb der Maryland Township die Siedlung Adeline (mit dem Status „Village“).